# Кук, Теренс Джеймс
Теренс Джеймс Кук (англ. Terence James Cooke; 1 марта 1921, Нью-Йорк, США — 6 октября 1983, там же) — американский кардинал. Титулярный епископ Суммы и вспомогательный епископ Нью-Йорка с 25 сентября 1965 по 2 марта 1968. Архиепископ Нью-Йорка со 2 марта 1968 по 6 октября 1983. Кардинал-священник с титулом церкви Санти-Джованни-э-Паоло с 28 апреля 1969.